# 더 레이디
《더 레이디》(영어: The Lady)는 2011년 개봉한 영국과 프랑스의 합작 드라마 영화이다.

## 줄거리
1947년, 어린 아웅산 수 찌는 버마를 독립으로 이끈 아버지 아웅 산과 시간을 보낸다. 얼마 후, 그는 동료들과 함께 제복을 입은 무장한 사람들에게 암살당한다.
1988년, 영국에서 가족과 행복하게 결혼 생활을 하던 아웅산 수 찌는 병든 어머니를 만나기 위해 버마로 돌아와 아버지가 여전히 널리 기억되고 있음을 알게 된다. 병원에서 어머니를 방문하던 중, 그녀는 8888 항쟁에서 따머도의 탄압으로 부상당한 환자들을 만난다. 그녀는 버마에 정치적 변화가 필요하다는 것을 깨닫고 개혁 운동에 참여하게 된다. 그리고 버마 국민들의 민주화 지지를 위한 상징적인 역할을 수락하고 더 큰 정치적 자유를 지지하는 활동에 전념한다.
아웅산 수 찌는 민족민주연맹을 설립하고 1990년 선거에서 승리한다. 그러나 버마 군부는 결과를 받아들이기를 거부하고 아웅산 수 찌를 통제하려고 한다. 그녀의 남편과 자녀들이 버마 입국 금지 조치를 받으면서 그녀와 가족은 헤어지게 되고, 그녀는 10년 이상 가택 연금에 처해진다. 그녀의 남편 마이클 아리스는 버마 밖에서 아웅산 수 찌의 인정을 위해 끊임없이 투쟁한다. 그들의 노력 덕분에 그녀는 노벨 평화상을 받는다. 아웅산 수 찌가 시상식에 참석할 수 없으므로 그녀의 가족이 대신 상을 받는다. 군부는 나중에 아웅산 수 찌에게 죽어가는 남편을 볼 기회를 주지만, 그녀는 버마로 돌아오지 못할 것임을 알기에 거부한다. 남편의 죽음을 애도한 후, 그녀는 가택 연금 상태에서도 지지자들에게 문 뒤에서 모습을 드러내며 정치 활동을 계속한다.

## 출연
- 양자경 - 아웅 산 수 치
- 데이비드 슐리스 - 마이클 에어리스
- 우 툰 린 - 네윈
- 조너선 우드하우스 - 알렉산더 에어리스
- 조너선 래깃 - 킴 에어리스
- 산 르윈 - 우윈테잉
- 포 조 - 아웅산
- 소라야 라옹 아케 - 어린 아웅 산 수 치
- 수전 울드리지 - 루신다 필립스
- 베네딕트 웡 - 카르마 푼초

## 한국판 성우진(KBS)
- 송도영 - 아웅 산 수 치(양자경)
- 이재용 - 마이클 아이리스 / 앤서니 아이리스(데이비드 슐리스)
- 장광 - 네윈(우 툰 린) / 대주교 / 영국 대사
- 남도형 - 킴 아이리스(조너선 래깃) / 경찰서장
- 정성훈 - 우윈테잉(산 르윈)
- 이희탁 - 아웅산(포 조) / 피니스 교수(앤턴 레서) / 방송 리포터
- 한복현 - 알렉산더 아이리스(조너선 우드하우스) / 네윈의 부하
- 사문영 - 어린 아웅산 수치(소라야 라-옹 아케) / 아웅 산의 어머니 / 영국 대사관 직원
- 이봉준 - 톰(루이스 힐리러) / 미얀마 대사관 직원 / 병원 의사
- 이장원 - 카르마(베네딕트 웡) / TV 방송 음성 / 네윈의 부하 / 대학 교수 / 라디오 방송
- 이병용 - 레오(사하작 본다나킷)
- 지화정 - 루신다(수전 울드리지) / TV 방송 음성 / 가사 도우미